# Vliegvelden gesorteerd naar IATA-code Y
Dit is een lijst van vliegvelden gesorteerd op IATA-code met de beginletter Y.
| IATA | ICAO | Luchthaven              | Stad                                     | Land   |
| ---- | ---- | ----------------------- | ---------------------------------------- | ------ |
| YAW  | CYAW | Halifax/Shearwater      | Halifax, Nova Scotia                     | Canada |
| YAY  | CYAY | St. Anthony             | St. Anthony, Newfoundland en Labrador    | Canada |
| YBC  | CYBC | Baie Comeau             | Baie Comeau, Québec                      | Canada |
| YBG  | CYBG | Bagotville              | Bagotville, Québec                       | Canada |
| YBX  | CYBX | Lourdes-de-Blanc-Sablon | Blanc-Sablon, Québec                     | Canada |
| YDF  | CYDF | Deer Lake               | Deer Lake, Newfoundland en Labrador      | Canada |
| YEG  | CYEG | Edmonton Intl.          | Edmonton, Alberta                        | Canada |
| YFB  | CYFB | Iqaluit                 | Iqaluit, Northwest Territories           | Canada |
| YFC  | CYFC | Fredericton             | Fredericton, New Brunswick               | Canada |
| YGL  | CYGL | La Grande Rivière       | Radisson, Québec                         | Canada |
| YGW  | CYGW | Kuujjuarapik            | Kuujjuarapik, Québec                     | Canada |
| YHM  | CYHM | Hamilton                | Hamilton, Ontario                        | Canada |
| YHZ  | CYHZ | Halifax Intl.           | Halifax, Nova Scotia                     | Canada |
| YJT  | CYJT | Stephenville            | Stephenville, Newfoundland en Labrador   | Canada |
| YMH  | CYMH | Mary's Harbour          | Mary's Harbour, Newfoundland en Labrador | Canada |
| YMT  | CYMT | Chibougamau             | Chibougamau, Québec                      | Canada |
| YMX  | CYMX | Mirabel                 | Montréal, Québec                         | Canada |
| YOW  | CYOW | Macdonald-Cartier Intl. | Ottawa, Ontario                          | Canada |
| YRF  | CYCA | Cartwright              | Cartwright, Newfoundland en Labrador     | Canada |
| YQB  | CYQB | Québec/Lesage Intl.     | Québec, Québec                           | Canada |
| YQM  | CYQM | Moncton                 | Moncton, New Brunswick                   | Canada |
| YQX  | CYQX | Gander Intl.            | Gander, Newfoundland en Labrador         | Canada |
| YSJ  | CYSJ | Saint John              | Saint John, New Brunswick                | Canada |
| YSU  | CYSU | Summerside              | Summerside, Prince Edward Island         | Canada |
| YTZ  | CYTZ | Toronto Island          | Toronto, Ontario                         | Canada |
| YUL  | CYUL | Pierre Elliott Trudeau  | Montréal, Québec                         | Canada |
| YUY  | CYUY | Rouyn-Noranda           | Rouyn-Noranda, Québec                    | Canada |
| YVO  | CYVO | Val-d'Or                | Val-d'Or, Québec                         | Canada |
| YVP  | CYVP | Kuujjuaq                | Kuujjuaq, Québec                         | Canada |
| YVR  | CYVR | Vancouver               | Vancouver, Brits-Columbia                | Canada |
| YWG  | CYWG | Winnipeg Intl.          | Winnipeg, Manitoba                       | Canada |
| YWK  | CYWK | Wabush                  | Wabush, Newfoundland en Labrador         | Canada |
| YXE  | CYXE | Saskatoon/Diefenbaker   | Saskatoon, Saskatchewan                  | Canada |
| YXU  | CYXU | London                  | London, Ontario                          | Canada |
| YXX  | CYXX | Abbotsford              | Abbotsford, Brits-Columbia               | Canada |
| YXY  | CYXY | Whitehorse              | Whitehorse, Yukon                        | Canada |
| YYB  | CYYB | North Bay               | North Bay, Ontario                       | Canada |
| YYC  | CYYC | Calgary                 | Calgary, Alberta                         | Canada |
| YYG  | CYYG | Charlottetown           | Charlottetown, Prince Edward Island      | Canada |
| YYR  | CYYR | Goose Bay Airport       | Goose Bay, Newfoundland en Labrador      | Canada |
| YYT  | CYYT | St. John's Intl.        | St John's, Newfoundland en Labrador      | Canada |
| YYY  | CYYY | Mont-Joli               | Mont-Joli, Québec                        | Canada |
| YYZ  | CYYZ | Toronto Pearson         | Toronto, Ontario                         | Canada |
| YZV  | CYZV | Sept-Îles               | Sept-Îles, Québec                        | Canada |

A · B · C · D · E · F · G · H · I · J · K · L · M · N · O · P · Q · R · S · T · U · V · W · X · Y · Z · (alles)